# Gele wilgenroosjesmot
De gele wilgenroosjesmot (Mompha ochraceella) is een vlinder uit de familie wilgenroosjesmotten (Momphidae). De wetenschappelijke naam is voor het eerst geldig gepubliceerd in 1839 door John Curtis.
De soort komt voor in Europa.